# Бен-Слиман
Бен-Слима́н (араб. بن سليمان‎) — город в Марокко, административный центр провинции Бен-Слиман области Касабланка — Сеттат (до 2015 года области Шавия-Уардига).

## Географическое положение
Центр города располагается на высоте 283 метров над уровнем моря.

## Демография
Население города по годам:
| 2004   | 2012   |
| ------ | ------ |
| 46 478 | 50 124 |

## Транспорт
В городе есть аэропорт.